# Radio Zürisee

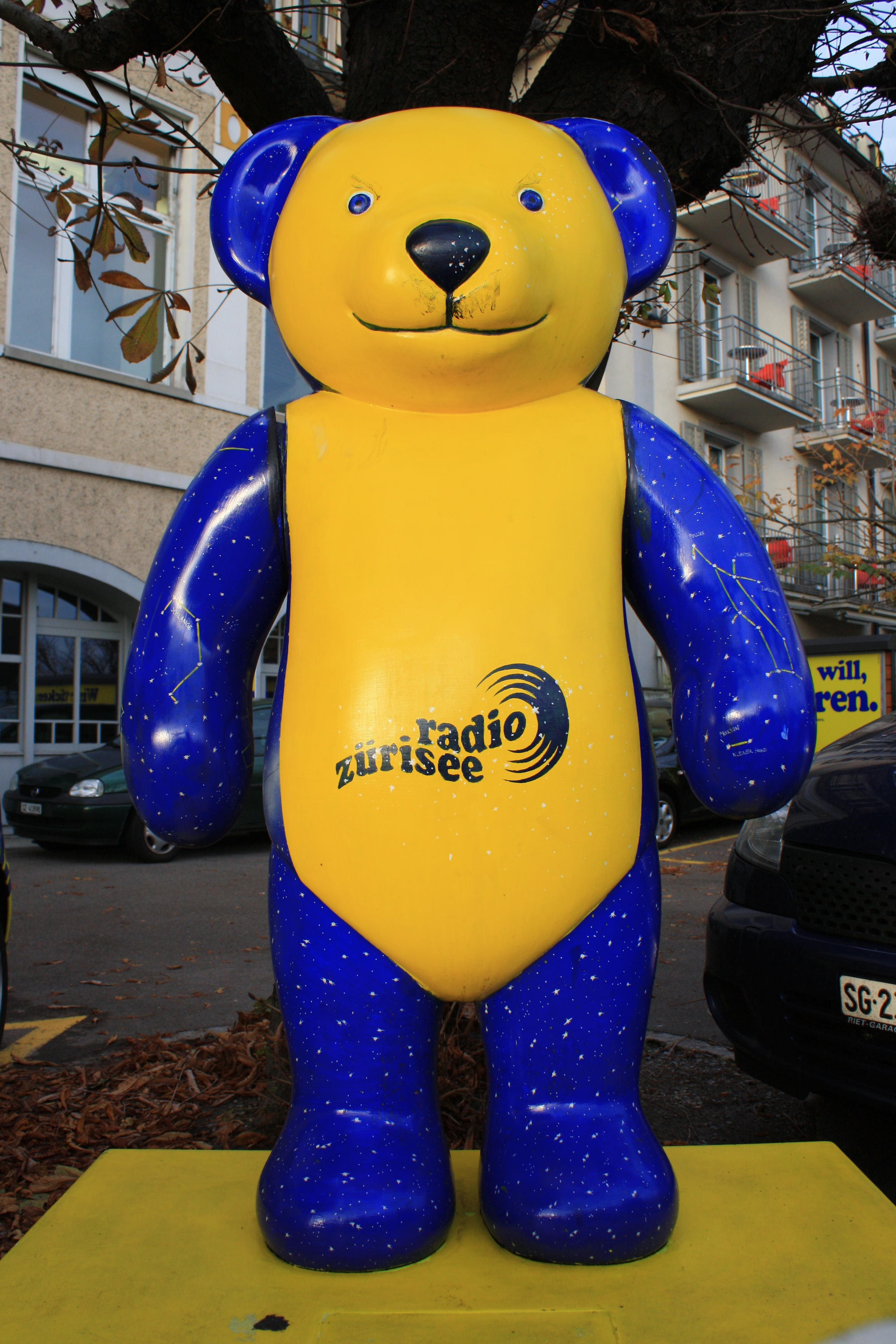
Züri-Bär beim Studio in Rapperswil

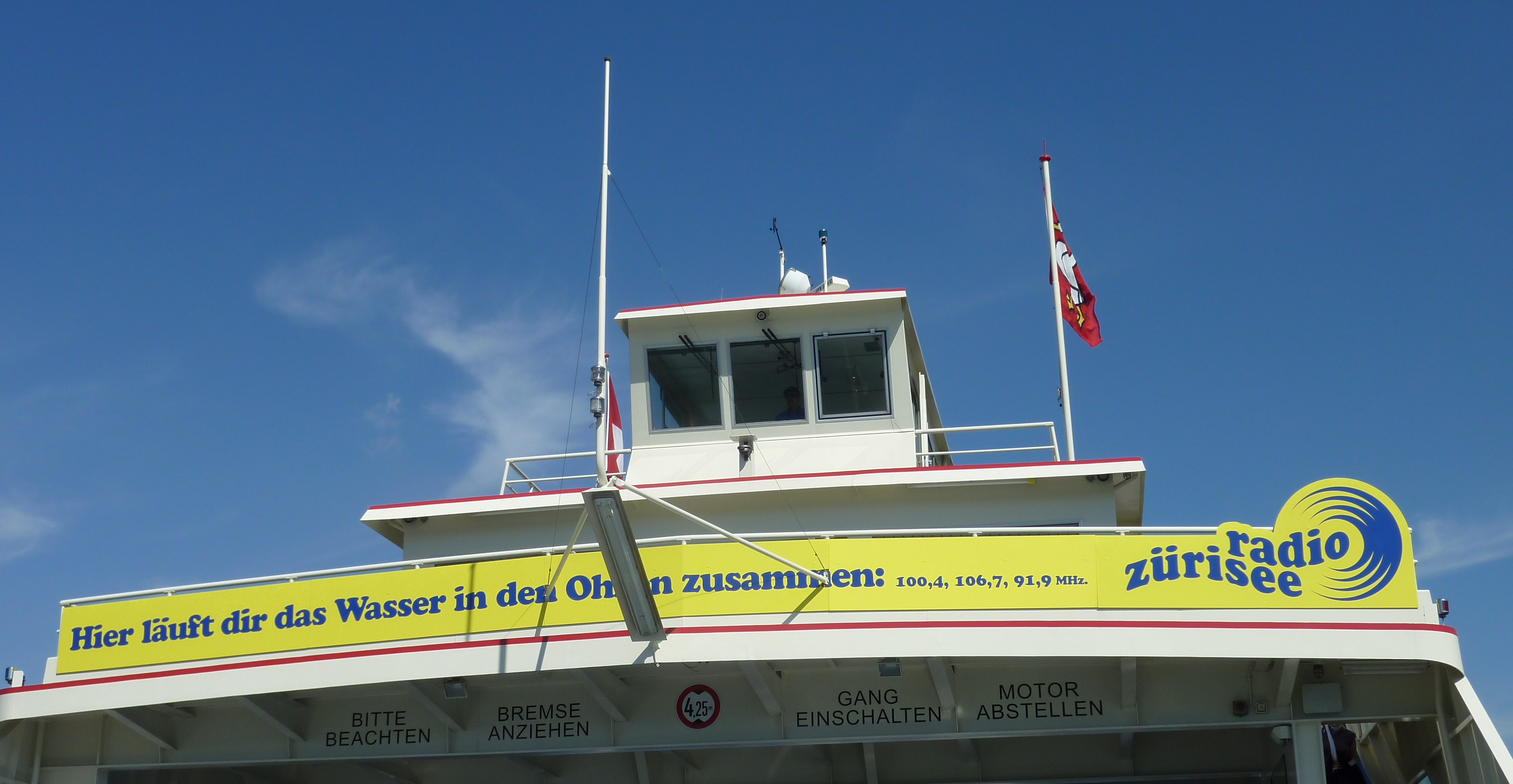
Werbung für den Radio Zürisee auf der Zürichsee-Fähre Horgen–Meilen

Radio Zürisee ist ein privates Schweizer Radio, das am 1. November 1983 erstmals auf Sendung ging. Damit gehört es zu den ersten Privatradios der Schweiz. Der Sender versorgt primär die Kantone Zürich und Glarus. 

## Geschichte
Gegründet wurde Radio Zürisee von der Buchdruckerei Stäfa AG, an welchem sie wegen staatlicher Vorschriften anfänglich nur 10 % des Aktienkapitals halten konnte. Daraus entstand 1988 die „Zürichsee Medien AG“. Der erste Studiostandort war Stäfa. 1992 zog der Sender mit seinen Studios nach Rapperswil um.
Die Aktienmehrheit (77,5 %) der Radio Zürisee AG besaß die Zürichsee Medien AG mit Sitz in Stäfa. Es folgte Georg Wiederkehr mit einem Anteil von 6,4 Prozent. Finanziert wird der Sender mit dem Verkauf von Radiospots. 2008 übernahm Radio Zürisee von Gründer Andreas Käsermann das Bundeshaus-Radio, das für 16 Privatradios die Berichterstattung aus dem Bundeshaus sicherstellt.
2011 bekam Radio Zürisee einen „Schwester“-Sender: Der Tamedia-Konzern verkaufte der Zürichsee Medien AG das Berner Radio Capital FM (heute Radio Bern 1).
Zum Ende des Jahres 2022 wurde der Betrieb des Bundeshaus-Radio eingestellt.
Im Januar 2023 verkaufte die Zürichsee Medien AG ihre Aktienmehrheit der Radio Zürisee AG an die Fabian Villiger Management GmbH in Rapperswil.

## Sendegebiete
Radio Zürisee ist in der Stadt Zürich und der Agglomeration über den Sender Uetliberg auf 106,7 MHz empfangbar. Ergänzend sorgt die Frequenz 100,4 MHz vom Zürichberg für eine verbesserte Abdeckung im städtischen Raum. Das Zürcher Oberland sowie die Region rund um Rapperswil und den Obersee werden über den Sender Bachtel 107,4 MHz versorgt. Für den südlichen Teil des Sendegebiets, insbesondere rund um den Etzel, Einsiedeln und den oberen Zürichsee, steht die Frequenz 88,4 MHz seit 2011 zur Verfügung. Zusätzlich sorgt der Senderstandort Geltwil auf 104,7 MHz für Empfangsstabilität in Teilen des Oberlands und am Obersee.
Das Sendegebiet erstreckt sich über die Kantone Zürich, St. Gallen (See/Gaster), Schwyz (Ausserschwyz), Schaffhausen und Glarus. Dazu ist der Sender weltweit über Internet und in der gesamten Deutschschweiz über DAB+ zu hören.

## Programm
Radio Zürisee sendet ein kommerzielles Vollprogramm mit einem Schwerpunkt auf Musik, regionaler Information und Unterhaltung. Das Angebot richtet sich an ein erwachsenes Publikum im Konzessionsgebiet Zürich–Glarus sowie angrenzenden Regionen. Der Sender kombiniert tagesaktuelle Inhalte mit einem hohen Anteil an Musik aus den 1980er- und 1990er-Jahren sowie ausgewählten Titeln aus den 2000ern bis heute. Das Musikformat folgt dem Leitsatz: „Die grössten Hits der 80er, 90er und mehr“.
Die werktägliche Morgensendung trägt den Titel „Zürisee Hellwach“ und wird von Florian Michel und Fabienne Schuler moderiert. Sie begleitet die Hörerinnen und Hörer ab 5 Uhr morgens mit einem Mix aus Musik, lokalen Nachrichten, Wetter, Verkehrsmeldungen sowie Servicebeiträgen und Hörerinteraktionen. Auch spontane Aktionen und Themen aus dem Alltag der Region sind Teil der Sendung.
Tagsüber folgen moderierte Strecken mit Moderator:innen wie Isabelle Züllig, Sabrina Zwicker oder Martin Diener. Das Tagesprogramm enthält regelmässige News-Updates, unterhaltende Rubriken und Beiträge mit starkem Regionalbezug. Am Abend liegt der Fokus verstärkt auf Musik. An Wochenenden werden unter anderem Eventtipps.
Neben dem Hauptprogramm produziert Radio Zürisee auch Podcasts und Onlineformate, die auf der eigenen Website sowie über gängige Streamingplattformen verfügbar sind. Dazu zählt unter anderem ein Podcast über die Rapperswil-Jona Lakers. Ergänzend betreibt der Sender mehrere kuratierte Webchannels, die musikalisch nach Stimmungen oder Jahrzehnten gegliedert sind.

### Moderatorinnen und Moderatoren
| Name              | Funktion / Sendung            | Bemerkungen                            |
| ----------------- | ----------------------------- | -------------------------------------- |
| Florian Michel    | Morgenshow „Zürisee Hellwach“ | Seit 2025 im Team, zuvor bei Radio 24  |
| Fabienne Schuler  | Morgenshow „Zürisee Hellwach“ | Seit 2025 im Team, zuvor bei Radio 1   |
| Isabelle Züllig   | Tagesprogramm                 | Moderation verschiedener Tagesschienen |
| Sabrina Zwicker   | Tagesprogramm                 | Moderation Abendshow                   |
| Martin Diener     | Moderator                     | Seit vielen Jahren im Team             |
| David Nadig       | Moderator & Redaktor          | Teamleiter Programm                    |
| Danielle Basler   | Moderatorin & Redaktorin      |                                        |
| Marco Huber       | Redaktor                      |                                        |
| Manuel Müggler    | Redaktor                      |                                        |
| Daniel Krähenbühl | Redaktor                      | Seit vielen Jahren im Team             |